# Hallautherium
Hallautherium – rodzaj ssakokształtnego z rzędu morganukodontów. Jego skamieniałości odkryto w późnotriasowych skałach Szwajcarii i Polski. Jedyny znany gatunek to H. schalchi.

## Materiał kopalny
Clemens (1980) opisał Hallautherium na podstawie dwóch okazów. Holotyp - A ll 1-318  - to fragment kości zębowej wraz z lewym dolnym zębem przypominającym trzonowiec. Okaz przypisany to prawy dolny ząb przypominający trzonowiec. Oba okazy odkryto w pobliżu Hallau (Szwajcaria), w skałach datowanych na noryk lub retyk. Świło i in., (2014) opisali ząb z Lisowic, który przypisano do Hallautherium sp.

## Nazwa
Nazwa rodzajowa odnosi się do miejsca odkrycia pierwszych okazów – Hallau w Szwajcarii. Epitet gatunkowy honoruje Ferdinanda Schalcha, który odkrył stanowisko w pobliżu Hallau.